# Upplands runinskrifter 289
Upplands runinskrifter 289 är en runsten som står vid Almungevägen i ortsdelen Vik i Upplands Väsby. Den är skadad i ytterkanten men har i övrigt en bevarad ornamentik med runor i en ormslinga och ett kristet kors. 
Stenen är 1,6 meter hög. Runhöjden är 9-10 centimeter.
Inskriften är daterad till 1000-talet e.Kr. och den från runor översatta texten lyder enligt nedan:

## Inskriften

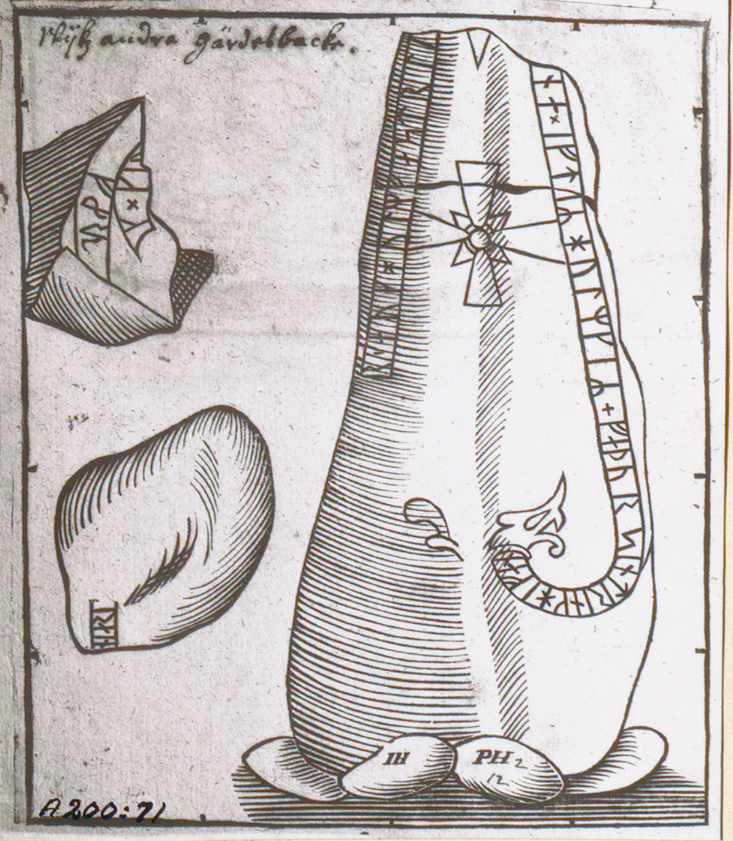
Upplands runinskrifter 290, 291 och 289

Translitterering av runraden:
...r × auk hulm[fastr × litu × risa stina × iftiʀ ×] (h)ulmkiʀ × faþur × sin trink hifan
Normalisering till runsvenska:
... ok Holmfastr letu ræisa stæina æftiʀ Holmgæiʀ, faður sinn, dræng hæfan.
Översättning till nusvenska:
... och Holmfast läto resa stenarna efter Holmger, sin fader, en duglig man.